# Błażewski (herb)
Błażewski – rosyjski herb szlachecki, używany przez rodzinę pochodzenia polskiego, osiadłą w Rosji.

## Opis herbu
Opis z wykorzystaniem zasad blazonowania, zaproponowanych przez Alfreda Znamierowskiego:
W polu błękitnym półksiężyc srebrny, na nim zaćwieczona szabla z belką w poprzek głowni, pod nim takaż szabla na opak.
W klejnocie godło na ogonie pawim.
Labry: błękitne podbite srebrem.

## Najwcześniejsze wzmianki
Herb polskiej rodziny Błażewskich, osiadłej w Rosji. Herb wzmiankowany przez Obszczij gerbovnik dvorianskich rodow Wsierossijskoj Imperii (1807).
Zwraca uwagę podobieństwo herbu Błażewski do herbu Trzaska, oraz fakt, że polscy Błażewscy używali tego herbu (zob. lista nazwisk w artykule Trzaska).

## Herbowni
Herb ten, jako herb własny, przysługiwał jednej tylko rodzinie herbownych:
Błażewski.